# Bhadrapur
Bhadrapur (Nepali भद्रपुर) ist eine Stadt (Munizipalität) und Verwaltungssitz im Distrikt Jhapa in der Provinz Koshi im äußersten Osten Nepals an der indischen Grenze.
Die Stadt liegt am Grenzfluss Mechi, über den zurzeit eine Brücke gebaut wird.
Bhadrapur gehört zu den ältesten Orten Nepals mit Stadtrecht und war einst ein wichtiger und wohlhabender Grenz- und Handelsort. Mit dem Bau der ersten Brücke über den Mechi bei Kakarbhitta (Mechinagar), 14 km weiter nördlich, büßte Bhadrapur jedoch seine wirtschaftliche Bedeutung ein. Mit dem Bau einer Brücke erhofft man sich wieder mehr Wirtschaftsverkehr mit dem angrenzenden Indien.
Bhadrapur ist nach wie vor Standort für zentrale Verwaltungs- und Bildungseinrichtungen.
Bhadrapur verfügt über einen Flugplatz im Stadtteil Chandragadhi mit regelmäßigen Verbindungen nach Kathmandu.
In der Umgebung liegen größere Teeplantagen.
Das Stadtgebiet umfasst 10,56 km².

## Einwohner
Bei der Volkszählung 2011 hatte die Stadt Bhadrapur 18.164 Einwohner (davon 8880 männlich) in 4248 Haushalten.

## Bilder

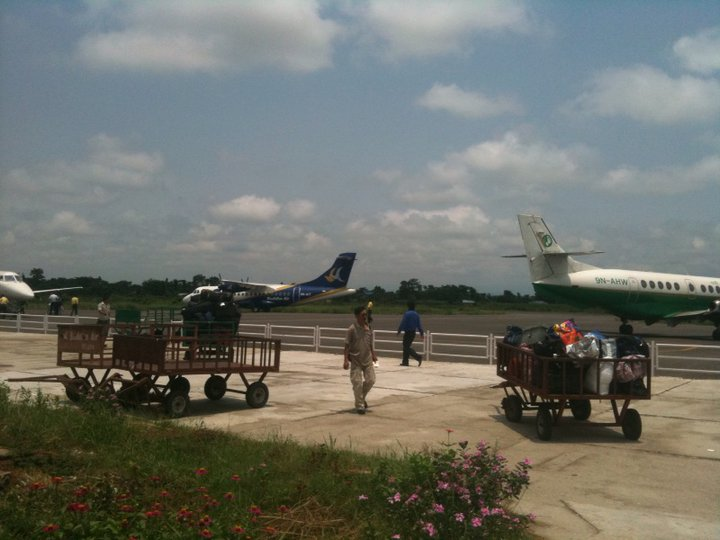
Bhadrapur Flugplatz
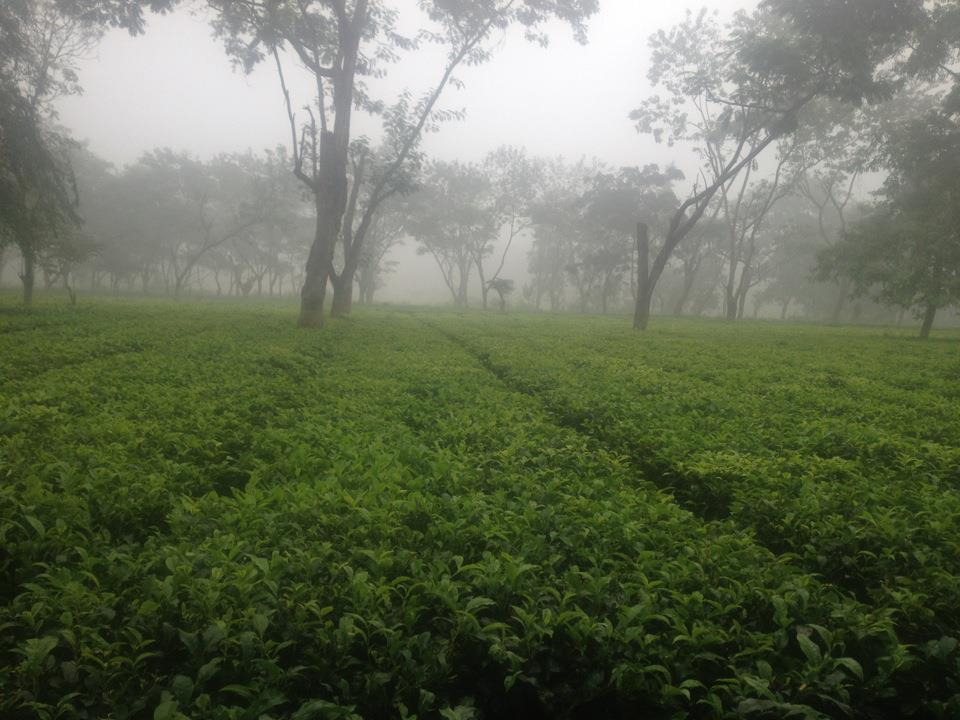
Teeplantage bei Bhadrapur
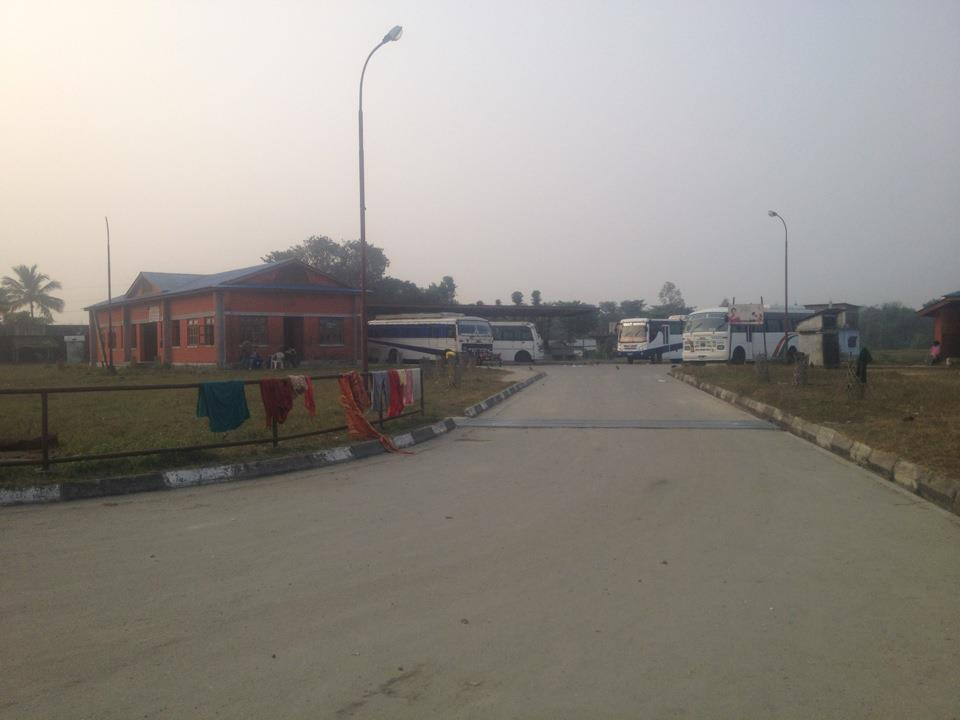
Bhadrapur Busbahnhof Bhadrapur